# Ectenessa quadriguttata
Ectenessa quadriguttata là một loài bọ cánh cứng trong họ Cerambycidae.